# M'Sila
M'Sila (arabisk: المسيلة, tr. al-Masīla; berbisk: ⵎⵙⵉⵍⴰ) er en by i det nordlige Algeriet med et indbyggertal på 132.975 (2008) indbyggere. Byen er hovedstad i provinsen af samme navn.